# Miguel Ángel Cáceres
Miguel Ángel Cáceres Anillo (Córdoba, 1966). Ilustrador y dibujante de cómics. 
Sus obras han sido publicadas en España por varias editoriales: Planeta DeAgostini (En La espada salvaje de Conan, Relatos salvajes y Conan el Bárbaro),  Megamultimedia (Trece),  Proyectos Editoriales Crom (Bram el yacoi, Simeón Órdago y otras demencias, Semper Fidelis, Dark Echelons...), DeTebeos Ediciones (Enano Marciano, Nauhka la hereje), Oxford University Press (Mikado, Spirale...), Ediciones Plaza Vieja (Fobos -escrito por Manuel Amaro-, Andújar Mágica...).
Desde 2004 trabaja fundamentalmente para algunas editoriales de Estados Unidos, como por ejemplo; Findlay Comic Press, Variance Press o CounterActive Comics.
En 2008 la editorial canadiense Arcana Comics ha publicado Dark Side of Theo Wunderlich dentro de la antología Dark Horrors 2. Y esta misma editorial ha adquirido los derechos para la publicación internacional de su serie Bram el Yacoi realizada junto al guionista José Miguel Pallarés.
También en 2008 ha dibujado la novela gráfica de la película Freedom Within The Heart, del guionista y director Mark Maron para los estudios Maron Pictures. También ha dibujado el cómic, de un corto llamado "Sujeto Darwin"